# Riverbank
Riverbank è una città degli Stati Uniti d'America situata nella Contea di Stanislaus, nello Stato della California.